# Aloe kouebokkeveldensis
Aloe kouebokkeveldensis é uma espécie de liliopsida do gênero Aloe, pertencente à família Asphodelaceae.